# سیکوکس (نیوجرسی)
سیکوکس (به انگلیسی: Secaucus) شهری در ایالت نیوجرسی کشور ایالات متحده آمریکا است که جمعیت آن در سرشماری سال ۲۰۱۰ میلادی، ۱۶٬۲۶۴ نفر بوده‌است.